# Chora (Andros)

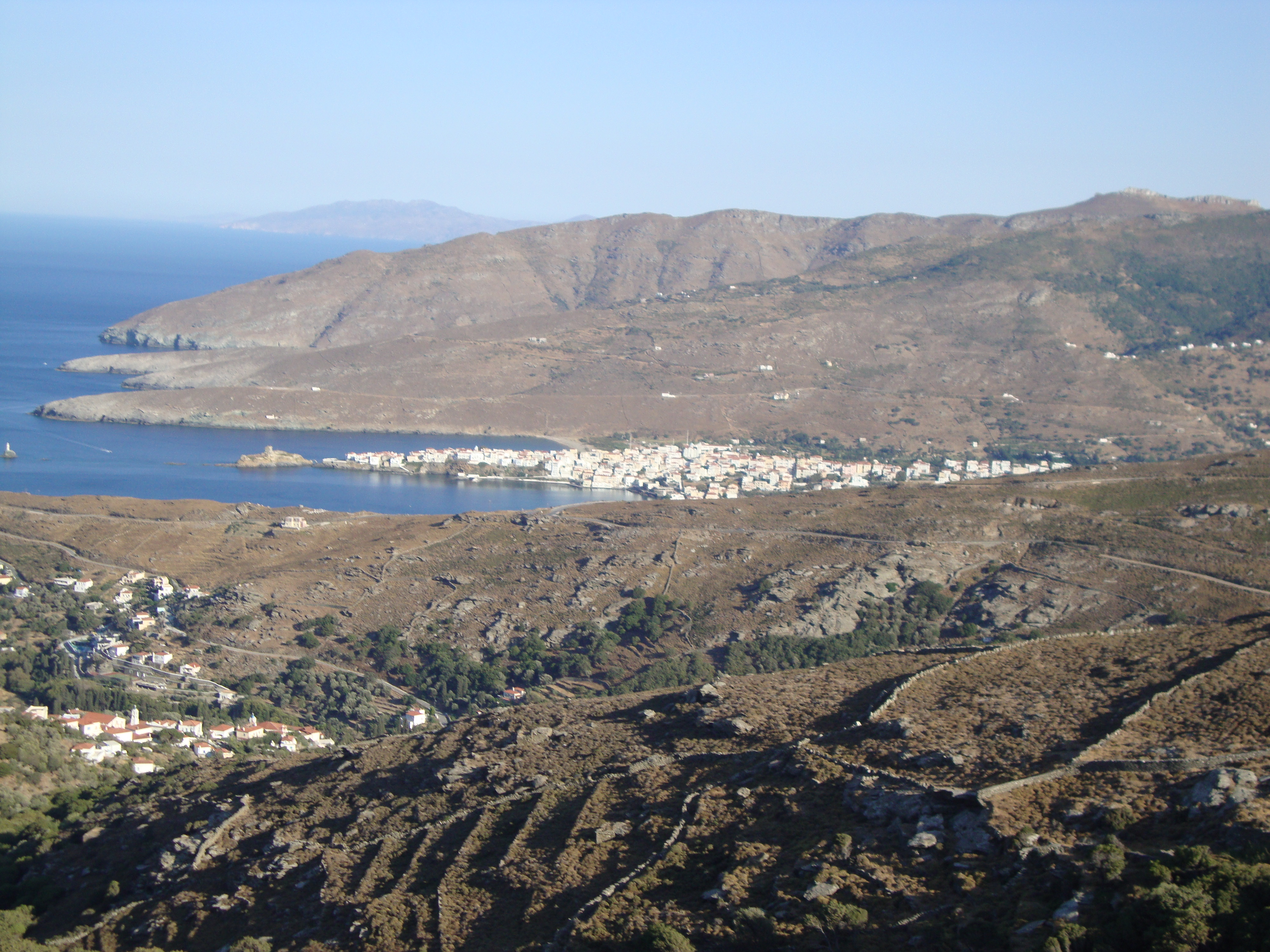
Chora in Andros

Chora (Grieks: Χώρα) is de hoofdplaats van het Griekse eiland Andros, behorend tot de eilandengroep van de Cycladen in de Egeïsche Zee.